# Nicolai Geertsen
Nicolai Kornum Geertsen (født 19. juni 1991) er en dansk tidligere fodboldspiller.

## Klubkarriere
Geertsen skiftede i starten af august 2010 fra Brøndby IF's U/19-hold til Boldklubben Søllerød-Vedbæk. Forinden da han havde været med i klubbens træningskampe henover sommeren, hvor han havde leveret gode præstationer.
Geertsen skrev i starten af august 2013 under på en aftale med HB Køge af et halvt års varighed. Han fik sin officielle debut for HB Køge i DBU Pokalen i en kamp mod Ledøje-Smørum den 27. august, som HB Køge vandt 1-3 ude. I kampen startede han inde, spillede alle 90 minutter og scorede målet til 0-2. Han sad på bænken i de fire første kampe i ligaen, hvorfor han fik sin debut i 1. division i 7. runde den 9. september 2013, da han blev skiftet ind i det 86. minut i stedet for Thobias Ndungu i et 1-2-nederlag ude til Hobro IK. Han spillede i alt otte kampe i løbet af efterårssæsonen 2014 (tre kampe i startopstilingen, fem som indskifter), og det bevirkede, at Geertsen skrev under på en forlængelse af sin kontrakt, så han også spillede for HB Køge i foråret 2014.
Han spillede i foråret 2014 ni kampe i ligaen, men han fik ikke forlænget sin kontrakt, da den udløb.

### Tur til norsk fodbold (2014-2017)
Det blev i midten af juli 2013 offentliggjort, at Geertsen havde skrevet under på en kontrakt med den norske klub Egersunds IK gældende fra 1. august. Efter kontraktudløb med Egersunds IK var han til prøvetræning i FC Helsingør sammen med Frederik Krabbe.
Han skrev i januar 2015 under på en kontrakt med den norske klub Sandnes Ulf, der spillede i Norges førstedivision i fodbold. Han var på bænken i hele kampen i 2015-sæsonens 1. kamp mod FK Jerv, som endte 2-2. Runden efter fik han sin officielle debut i ligaen, da han startede inde og spillede alle 90 minutter i en 1-1-kamp ude mod Ranheim IL. Han skrev i sommeren 2015 under på en forlængelse af sin kontrakt, således parterne havde papir på hinanden frem til udgangen af 2017. Han spillede fast for Sandnes Ulf og endte også med at blive anfører i klubben.
Han takkede ved årsskiftet 2018 nej til en forlængelse af sin kontrakt med Sandnes, da han ønskede at vendte tilbage til Danmark. Han nåede i alt at spille 79 kampe og score fire mål i sine tre år i Sandnes Ulf.

### Retur til dansk fodbold (2018-)
Han fik efterfølgende en række tilbud, både fra indland og udland, hvor især Bodø/Glimt og Tromsø var interesserede i at skrive kontrakt med Geertsen. Han var ligeledes til prøvetræning i Nykøbing FC, som han valgte ikke at skifte til, da det lå for langt væk fra København. Det endte med, at han skiftede til Hillerød Fodbold. Han fik sin debut allerede den 24. marts, selvom han først havde første træningsdag tirsdag inden kampdag om lørdagen, da han startede inde i en 2-2-kamp hjemme mod VSK Aarhus.
Efter at have trænet med hos Lyngby Boldklub skrev han i starten af juli 2018 under på en kontrakt med klubben. Længden af kontrakten blev dog ikke oplyst. Han fik sin debut i 1. spillerunde i en kamp mod Hvidovre IF. Han startede inde og spillede hele kampen i midterforsvaret.
Den 22. januar 2021 blev det offentliggjort, at Geertsen skiftede til 1.divisionsklubben FC Helsingør, efter at Lyngby tidligere på måneden havde meddelt, at klubben satsede på andre forsvarsspillere, og at spilletiden i foråret 2021 derfor ville være lille. Samtidigt meddelte klubben, at Geertsens kontrakt, der stod til at udløbe i sommeren 2021, ikke ville blive forlænget. Han skrev under på en kontrakt af halvandet års varighed.